# Svetlana Droujinina
Svetlana Sergueïevna Droujinina (Светла́на Серге́евна Дружи́нина), née le 16 décembre 1935 à Moscou (URSS), est une actrice russe et soviétique, réalisatrice et scénariste. Elle a été nommée artiste du peuple de la fédération de Russie en 2001.

## Biographie
Elle naît à Moscou dans la famille d'un chauffeur, fils d'un prêtre orthodoxe, du nom de Sergueï Ivanovitch Droujinine qui meurt pendant la Grande Guerre patriotique. La mère de Svetlana, Anna Ivanovna née Myznikova (1910-1990) est issue d'une lignée de cosaques du Don et travaille dans un jardin d'enfants. La famille demeure dans le quartier moscovite de Marina Rochtcha.
En 1946, Svetlana - orpheline de père -  est admise dans une école du cirque, où elle se spécialise un an plus tard avec succès dans l'acrobatie. Un an plus tard, elle entre à l'école de chorégraphie du théâtre Stanislavski-Nemirovitch-Dantchenko, puis à 20 ans est diplômée de l'école de danse du Bolchoï où ses condisciples sont Maris Liepa ou Natalia Kassatkina voués aux sommets. Cependant elle doit cesser la danse à cause d'une grave blessure.
Svetlana Droujinina débute en 1955 au cinéma dans le rôle d'une jolie vendeuse, Sonia Bojko, dans le film Derrière la vitrine du grand magasin. Jusqu'en 1965, elle est actrice du studio Gorki. Elle est diplômée en 1960 de l'institut Guérassimov (VGIK) dans la classe d'acteurs d'Olga Pyjova et de Boris Bibikov. Elle compte parmi ses condisciples Sofiko Tchiaoureli et Leonid Kouravliov. Elle retourne au VGIK, cette fois-ci à la faculté de réalisation dont elle est diplômée en 1969 dans la classe d'Igor Talankine, grâce à son film Zinka sur un scénario de Boris Mojaïev. La même année, Svetlana Droujinina commence à travailler pour Mosfilm,.
Elle présente aussi à la télévision centrale d'URSS les premières émissions du club des joyeux et des débrouillards, en duo avec Mikhaïl Derjavine.
Son film de réalisatrice qui la fait connaître est La Réalisation des désirs«Исполнение желаний» (1974), d'après le roman de Veniamine Kaverine.
En 2014, elle est membre du jury dans l'émission des parodistes Répète «Повтори» sur la Première chaîne («Perviy Kanal»), mais elle est remplacée dès la deuxième émission par Svetlana Krioutchkova.

## Opinions
Le 11 mars 2014 (31e de la liste par ordre alphabétique), elle signe une pétition en faveur du rattachement de la Crimée à la fédération de Russie.

## Vie privée
Elle épouse Anatoli Mikhaïlovitch Moukasseï (né en 1938), caméraman, nommé artiste du peuple de Russie en 2009 et lauréat du prix d'État d'URSS en 1986. La famille subit une tragédie, lorsque leur fils aîné Anatoli se tue en se jetant d'un balcon sous l'emprise de la drogue,,. Le fils cadet Mikhaïl (né en 1966) est caméraman et producteur.

## Distinctions
- Artiste émérite de la RSFSR (14 décembre 1989)[9]
- Artiste du peuple de la fédération de Russie (1er novembre 2001)[10]
- Ordre de l'Honneur (3 avril 2006)[11]
- Gratitude du président de la fédération de Russie (12 décembre 2010)[12]
- Ordre de l'Amitié (9 janvier 2012)[13].

## Filmographie

### Actrice
- 1955 : Derrière la vitrine du grand magasin (За витриной универмага) de Samson Samsonov : Sonia Bojko, vendeuse
- 1955 : Bonjour (Доброе утро)  : la Reine du bal (non créditée)
- 1956 : La Chanson du berger (Песня табунщика)  : la fille du conservatoire
- 1957 : Cela s'est passé à Penkovo (Дело было в Пенькове) : Larissa Morozova
- 1960 : Il ne faut pas traverser le pont (Мост перейти нельзя) : l'amie de Bif
- 1960 : Le Mauvais Présage (Плохая примета) : Klava
- 1961 : Les Filles (Девчата) : Anfissa Pavlovna, la téléphoniste
- 1961 : L'Île aux aigles (Орлиный остров) : Irina Rodova
- 1962 : Aux sept vents (На семи ветрах) de Stanislav Rostotski : Tonia Baïkova, l'infirmière
- 1962 : Il y un fils quelque part (Где-то есть сын) : Nadia
- 1963 : Le Lundi est un jour difficile (Понедельник — день тяжёлый) : Oudaltsova
- 1963 : Le Cueilleur de nuages (Собирающий облака) : l'institutrice
- 1964 : Qu'est-ce que la mer? (Какое оно, море?) : Lioudmila
- 1964 : Petite lumière verte (Зелёный огонёк) : épisode (non créditée)
- 1964 : Le Cinquième Peuplier (Пятый тополь) : épisode
- 1965 : Chérie (Любимая) : Sophia
- 1965 : Solitude (Одиночество) : Maria
- 1970 : Le Cœur de la Russie (Сердце России) : Olga Nikolaïevna (non créditée)
- 2021 : L'Histoire d'Oleg Vidov (История Олега Видова] : Olga

### Réalisatrice et scénariste
- 1969 : Zinka (Зинка) : réalisation (travail de diplôme)
- 1974 : La Réalisation des désirs (Исполнение желаний) : réalisation
- 1976 : Le Soleil, de nouveau le soleil (Солнце, снова солнце) : réalisation, scénario  *1979: Сватовство гусара Accord de hussard réalisation, scénario
- 1980 : La Dulcinée de Tobos (Дульсинея Тобосская) : réalisation
- 1982 : La Princesse du cirque (Принцесса цирка) : mise en scène, scénario
- 1987 : Garde-marines, en avant! (Гардемарины, вперёд!) : réalisation, scénario
- 1991 : Vivat, les Garde-marines  (Виват, гардемарины!) : mise en scène, scénario
- 1992 : Garde-marines III (Гардемарины III) : réalisation, scénario
- 2000-2001-2003-2008-2011-2013 : Les Mystères des révoltes de palais en Russie au XVIIIe siècle (Тайны дворцовых переворотов. Россия, век XVIII] (8 épisodes) : réalisation, scénario
- 2022 : Garde-marines IV (Гардемарины — IV) [14],[15] réalisation, scénario, productrice
- 2022 : Garde-marines V (Гардемарины V) : réalisation, scénario, production